# Carol Ross
Carol Ross (Oakland, 11 giugno 1959) è un'ex cestista e allenatrice di pallacanestro statunitense, professionista nella WNBA.

## Palmarès
- WNBA Coach of the Year (2012)